# Lomeur
Lomeur oder Île de Sable (auch: Île Moïe, Sanna, Sana) ist eine kleine Insel der Banks-Inseln im Norden des pazifischen Inselstaates Vanuatu.

## Geographie
Das kleine Motu liegt am Ostrand des Rowa-Atolls. Nur durch schmale Kanäle ist sie von der nördlichen Schwesterinsel Wosu getrennt.
Im Süden schließen sich weitere winzige und namenlose Motu an und im Westen liegen im Innern des gemeinsamen Riffs die Motu Enwut und Watansa.